# Brahmina abscessa
Brahmina abscessa är en skalbaggsart som beskrevs av Brenske 1892. Brahmina abscessa ingår i släktet Brahmina och familjen Melolonthidae. Inga underarter finns listade.